# Fresno el Viejo
Fresno el Viejo – gmina w Hiszpanii, w prowincji Valladolid, w Kastylii i León, o powierzchni 64,46 km². W 2011 roku gmina liczyła 990 mieszkańców.